# Pakarisaari
Pakarisaari är en ö i Finland. Den ligger i vattendraget Emäjoki och i kommunen Ristijärvi i den ekonomiska regionen  Kajana ekonomiska region  och landskapet Kajanaland, i den centrala delen av landet, 500 km norr om huvudstaden Helsingfors. Öns area är 3,2 hektar och dess största längd är 410 meter i sydväst-nordöstlig riktning.  Pakarisaari ligger i sjön Ristijärvi.